# Film- und Theaterwaffe

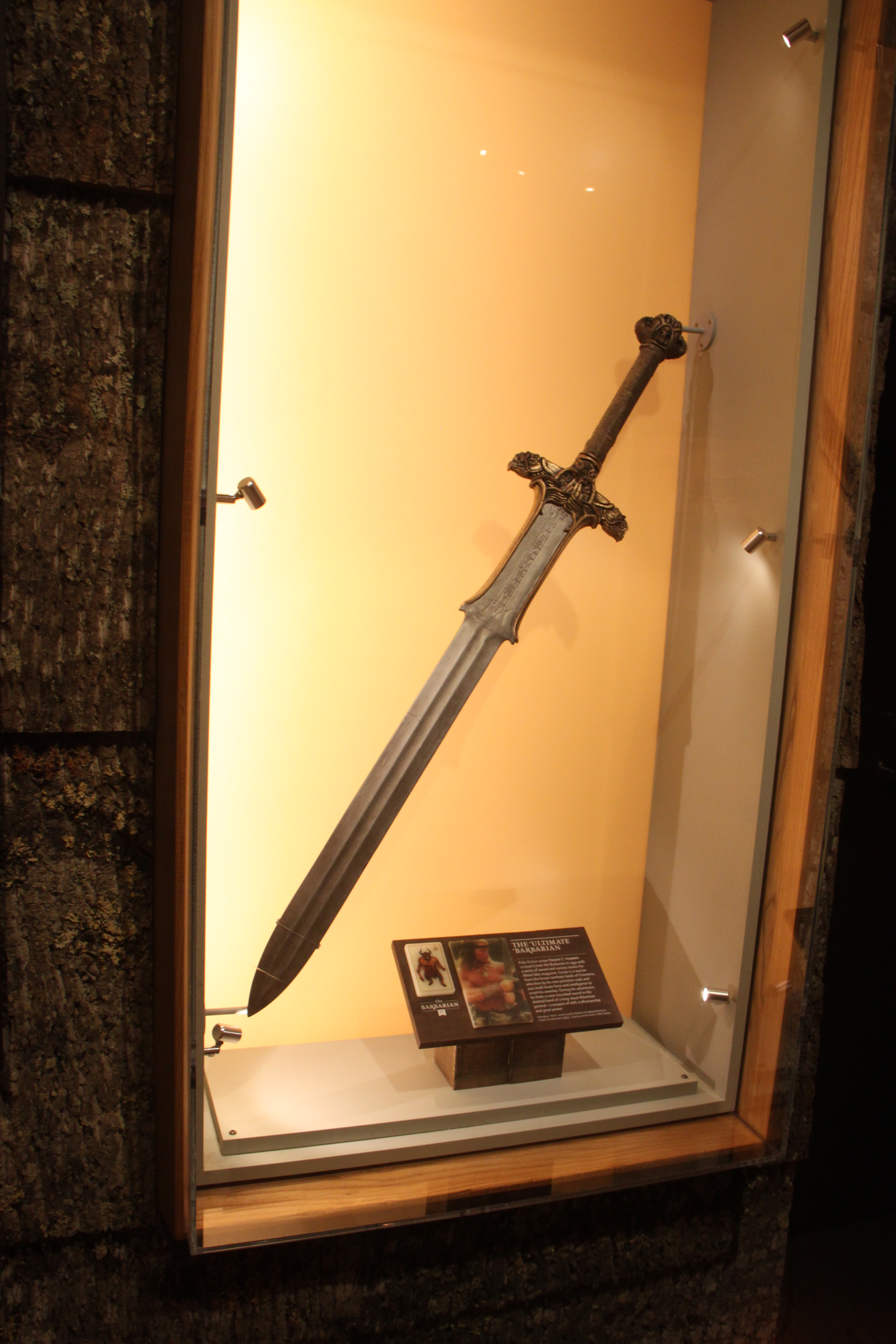
Schwert aus Conan der Barbar

Nachbildung einer HK MP5K aus Polyurethan mit zusätzlichen Elementen aus Metall, aus dem Film Matrix

Eine Film- und Theaterwaffe (auch Bühnenwaffe) ist ein Requisit, welches eine Waffe darstellt und im Theater, Film oder Fernsehen verwendet wird. Es sind damit vor allem Hieb- und Stich- sowie Schusswaffen gemeint.

## Hieb- und Stichwaffen
Hieb- und Stichwaffen, welche im szenischen Fechten verwendet werden, sind generell stumpf, trotzdem geht von ihnen eine Gefahr aus. In manchen Szenen werden Klingen aus weicheren Materialien wie Gummi oder leichten Aluminiumlegierungen genutzt. So werden diese ungefährlicheren Varianten in Kampfszenen verwendet, in Großaufnahme hingegen die realistischeren Waffen.

## Schusswaffen
Bei den eingesetzten Schusswaffen unterscheidet man die reinen Anscheinswaffen (Attrappen), welche den realen Waffen täuschend ähnlich sehen, aber keine Schusssimulation durchführen, sowie die Filmwaffen, welche den scharfen Schuss mehr oder weniger gut nachahmen können. Zu der ersten Kategorie gehören Trainingswaffen aus Gummi oder Kunstharz, Dekorationswaffen aus einfachem Metallguss oder Spielzeugwaffen. Je nach Ausführung können einige Teile beweglich gestaltet sein, was den Grad des Realismus erhöht. Realistisch bemalt, geben diese ein photogenes Bild ab. Das Gewicht kann von der Originalwaffe deutlich abweichen. Da sich ein zu leichtes Gewicht in unrealistischen Bewegungen des Schauspielers widerspiegelt, werden diese Attrappen zusätzlich mit Gewichten beschwert. Gummiwaffen werden oft bei der Darstellung von Handgemengen oder Stunts verwendet, da Metallwaffen hart sind und Verletzungen verursachen können. Weiterhin gehören unbrauchbar gemachte Schusswaffen zu der Kategorie der Anscheinswaffen.
Um einen Schuss realistisch darzustellen, müssen verschiedene Effekte wie Mündungsfeuer, Schussknall, Pulverrauch, Rückstoß, Bewegung des Verschlusses und der Auswurf von Patronenhülsen simuliert werden. Nicht für jede Einstellung braucht man alle diese Effekte, so ist z. B. Mündungsfeuer im hellen Tageslicht kaum erkennbar. Mündungsfeuer wird bisweilen in der Postproduktion als visueller Effekt hinzugefügt. Grundsätzlich stehen folgende Optionen zur Verfügung:
- Softairwaffen; sie bieten eine recht günstige und sichere Möglichkeit, eine Feuerwaffe zu simulieren. Die Softairwaffen verschießen mittels Federdruck, Gas oder elektromechanisch kleine Rundkugeln. Je nach Ausführung können sie die Bewegung des Verschlusses, manche den Rückstoß und einige wenige den Ausstoß von Patronenhülsen simulieren, jedoch kein Mündungsfeuer. In der Regel werden Gas-Softairwaffen bevorzugt, da sich bei elektrischen Softairwaffen unrealistische Geräusche des Elektromotors bemerkbar machen. Aus Sicherheitsgründen wird die Möglichkeit die übliche Kunststoffmunition zu verschießen durch technische Veränderungen unterbunden.[11]

- Modellwaffen; sie sind äußerlich den Originalen nachempfunden, können aber weder scharfe noch gewöhnliche Platzpatronen verschießen. Stattdessen verwenden sie besondere Kartuschen mit Wirkung wie stärkere Zündplättchen. Die Modellwaffen wurden bei Film- und Fernsehproduktionen in den 1970er und 1980ern öfter genutzt, wurden aber zunehmend seltener. Sie haben einige Nachteile; so sind sie teuer, fragil, anfällig für Ladehemmung und wartungsintensiv.[12]

- Schreckschusswaffen; diese arbeiten im Prinzip wie scharfe Schusswaffen, allerdings sind sie darauf konzipiert ausschließlich Platzpatronen zu verwenden. Der Gasauslass kann über die Mündung erfolgen, was ein realistisches Mündungsfeuer erzeugt, aber auch zur Seite oder nach oben.[13] Für Darstellung von Schüssen aus der Nähe sind Waffen mit seitlichen Gasauslass durchaus von Vorteil, da der gefährliche Feuerstrahl nicht aus der Mündung austritt.[14]

- Salutwaffen; dieses sind umgebaute scharfe Schusswaffen, auch Kriegswaffen, die durch den Umbau ausschließlich mit Platzpatronen verwendet werden können.[1][15] Viele Kriegswaffen sind automatische Schusswaffen und müssen ohnehin umgebaut werden, wenn sie realistisch mit Platzpatronen geschossen werden sollen. Wenn diese scharfen Waffen Platzpatronen verwenden, dann wird ein Manöverpatronengerät auf den Lauf geschraubt, um den nötigen Gasdruck sicherzustellen. Da bei Filmwaffen dieses unrealistisch aussieht, werden diese Waffen so umgebaut, dass die Funktion des Manöverpatronengeräts in den Lauf verlagert wird.[16]

Letztendlich ist es auch möglich, eine scharfe Schusswaffe mit Platzpatronen zu verwenden. Davon wird jedoch in aller Regel abgeraten.
Der Einsatz von Waffen macht es in der Regel notwendig, dass ein Waffenmeister oder vergleichbar berechtigte Person am Drehort (Set) anwesend sein muss, die die Verwendung und den Umgang mit den Waffen überwacht.
Auch Platzpatronen können gefährlich sein. Zum einen sind sie laut, was einen Gehörschutz für die Beteiligten nötig macht. Zum anderen erzeugt eine Platzpatrone einen heißen Feuerstrahl sowie starken Druck am Gasauslass. Eine Nichtbeachtung der Sicherheitsvorschriften kann zu folgenschweren Unfällen führen. Bekannt wurde unter anderem der Tod von Jon-Erik Hexum: Der Schauspieler hielt sich eine Waffe mit Platzpatronen spielerisch an seine Schläfe und drückte ab.
Ein anderer bekannter tragischer Unfall ist der von Brandon Lee, der 1993 bei den Dreharbeiten zu The Crow – Die Krähe getötet wurde. In diesem Fall steckte unerkannt bereits ein echtes Geschoss im Lauf des verwendeten Revolvers. Die Platzpatrone trieb dieses Geschoss aus dem Lauf und dieses traf Lee.
Im Oktober 2021 kam es bei den Dreharbeiten zum Western Rust zu einem Unfall mit einer Schusswaffe, bei dem der Schauspieler Alec Baldwin die Kamerafrau Halyna Hutchins und den Regisseur Joel Souza verletzte. Hutchins verstarb kurz darauf an den Folgen.